# Organoid

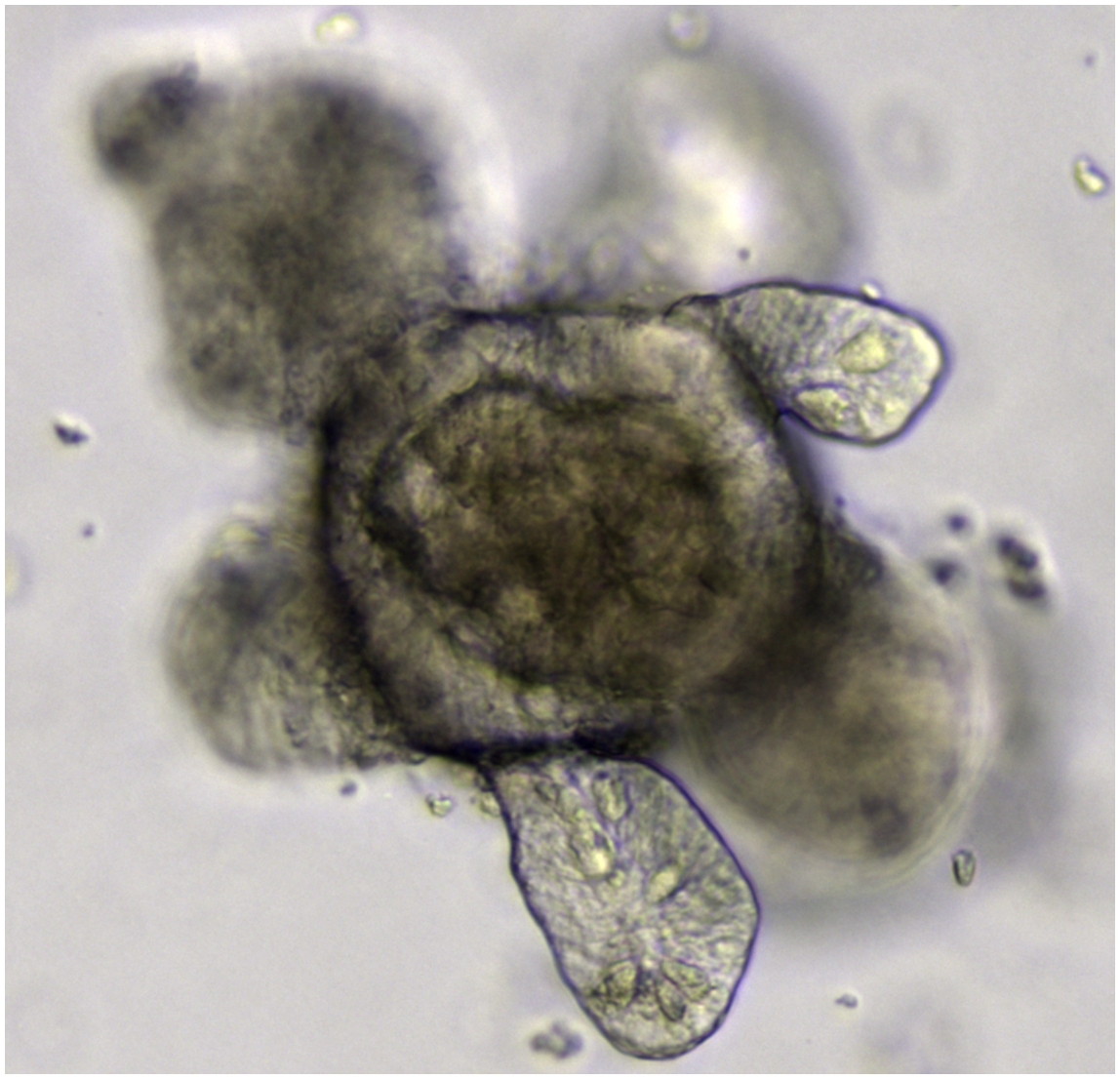
miniaturní střeva vypěstovaná díky kmenovým buňkám

Organoid je miniaturizovaná a zjednodušená verze orgánu vyráběná in vitro ve třech rozměrech, která navíc vykazuje realistickou mikroanatomii. Organoid je odvozen z jedné nebo několika buněk z tkáně, embryonálních kmenových buněk nebo indukovaných pluripotentních kmenových buněk, které se mohou samoorganizovat ve třídimenzionální kultuře díky schopnosti sebeobnovy a diferenciace. Technika růstu organoidů se od počátku roku 2010 rychle zlepšila a byla jmenována The Scientist jako jeden z největších vědeckých pokroků v roce 2013.